# Niederviehbach
Niederviehbach est une commune de Bavière (Allemagne), située dans l'arrondissement de Dingolfing-Landau, dans le district de Basse-Bavière.

## Personnalités liées à la commune
Maria Renata Singer de Mossau, religieuse du XVIIIe siècle condamnée au bûcher pour sorcellerie est native de la commune.